# Maurice Potter
Pour les articles homonymes, voir Potter.
Maurice Potter, né le 16 septembre 1865 aux Eaux-Vives et mort le 14 novembre 1898 à Massengo (Congo), est un peintre et explorateur suisse.

## Biographie
Fils de Marc Adolphe Potter, un peintre paysagiste et de Louise Françoise Euphrosine Servettaz, il est élève de son père. En 1897, il devient membre du corps scientifique de la mission Nil-Congo dirigée par Christian de Bonchamps comme peintre et illustrateur et réalise de nombreux dessins, en particulier à Djibouti dont il dresse le premier panorama,.